# Tour de França de 2015
El Tour de França de 2015 va ser la 102a edició del Tour de França i la 18a prova de l'UCI World Tour 2015. La cursa començà a Utrecht, als Països Baixos, el 4 de juliol, i finalitzà a l'avinguda dels Camps Elisis de París, el 26 de juliol després de 3.358,3 km repartits entre 21 etapes.
Aquesta era la sisena ocasió en què el Tour de França començava als Països Baixos, després de les edicions de 1954 (Amsterdam), 1973 (Scheveningen), 1978 (Leiden), 1996 ('s-Hertogenbosch) i 2010 (Rotterdam). Un total de 198 ciclistes pertanyents a 22 equips iniciaren la cursa. El vencedor final fou Chris Froome, del Team Sky, en el que era la seva segona victòria en la general, després de l'aconseguida el 2013. En segona i tercera posició finalitzaren dos ciclistes del Movistar Team, Nairo Quintana i Alejandro Valverde, respectivament.
Rohan Dennis, vencedor de l'etapa inicial, fou el primer a vestir el mallot groc. Fabian Cancellara l'agafà en la següent etapa, però una caiguda en la tercera l'obligà no el deixà defensar-lo i aquest passà a mans de Froome. En la quarta etapa fou Tony Martin el que passà a liderar la general, però una caiguda en la setena etapa l'obligà a abandonar, amb la qual cosa Froome recuperava el liderat. Amb l'arribada de la muntanya Froome amplià el temps respecte a la resta de rivals i sols Quintana li va posar les coses difícils, especialment en la penúltima etapa amb final a l'Aup d'Uès. Finalment 72 segons fou la diferència entre els dos primers classificats.
Amb aquesta victòria Froome es convertia en el primer britànic a guanyar dos Tours. Ell també guanyà la classificació de la muntanya. Peter Sagan guanyà, per quart any consecutiu, la Classificació per punts. La Classificació dels joves fou per a Quintana. El Movistar Team fou el vencedor de la Classificació per equips, mentre Romain Bardet aconseguia el Premi de la combativitat.

## Presentació

### Recorregut
L'organitzador Amaury Sport Organisation i Aleid Wolfsen, bourgmestre d'Utrecht, anunciaren el 8 de novembre de 2013 que el Tour de França de 2015 començaria a la vila d'Utrecht. Aquesta vila ja havia estat candidata per a l'edició del 2010, però aleshores l'escollida fou Rotterdam. Aquesta serà la sisena ocasió en què la sortida del Tour es faci als Països Baixos, un rècord per a un país que n té frontera directa amb França.
En aquesta edició les bonificacions tornaran a fer acte de presència. Inicicialment sols eren previstes per a la primera setmana, però per tal de compensar la manca de quilòmetres en format contrarellotge s'acaben aplicant a totes les etapes en línia.

#### La primera setmana
La sortida es fa a Utrecht, seu de l'única contrarellotge individual d'aquesta edició del Tour, amb 13,8 quilòmetres totalment plans. La següent etapa, totalment plana, acostarà els ciclistes fins a la costa del mar del Nord, a la província de Zelanda, a l'illa artificial de Neeltje Jans, on els esprintadors s'hauran de disputar la victòria. La tercera etapa es desenvoluparà totalment per territori belga, i tindrà un aire de clàssica, de Fletxa Valona, ja que partint d'Anvers, arribarà fins al cim del Mur de Huy, una cota mai visitada pel Tour, no sense passar abans per altres cotes.
La quarta etapa, amb sortida a Seraing, suposarà l'entrada en territori francès, per finalitzar a Cambrai. Amb 221 quilòmetres és l'etapa més llarga de la present edició, i com el 2014 es passarà per set trams de pavès que sumen 13,3 quilòmetres. Arràs, ja present en el recorregut del 2014, acull la sortida de l'etapa que durà fins a Amiens, propícia pels esprintador. L'etapa següent, entre Abbeville i Le Havre, és plana, però l'arribada té lloc en una petita cota de 800 metres al 7% de desnivell. L'endemà Livarot acull el Tour per primera vegada en una etapa plana de camí fins a Fougères. El cap de setmana es presenta amb dues etapes importants, primer l'arribada a Mûr-de-Bretagne, al cim de la cota de Ménéhiez, tal com es va fer en l'edició del 2011. L'endemà tindrà lloc la contrarellotge per equips, entre Vannes i Plumelec i uns darrers quilòmetres en ascensió, fins a la cota de Cadoudal.

#### La segona setmana
La primera jornada de descans tindrà lloc a la vila de Pau i l'endemà començaran tres etapes de muntanya per la serralada dels Pirineus. La primera d'aquestes etapes és entre Tarba i l'estació d'esquí de La Pèira Sant Martin, una arribada inèdita de 15,3 quilòmetres de llargada a una mitjana del 7,4%. L'endemà s'afronta l'ascensió als clàssics Aspin i Tourmalet, Souvenir Jacques Goddet, per arribar a la vila de Cautarés, amb una cota de tercera a manca de 3 quilòmetres per l'arribada. La darrera etapa pirinenca tindrà lloc entre Lanamesa i Plan de Belha, previ pas pels colls de Portèth d'Aspèth (en homenatge a Fabio Casartelli en els vint anys de la seva mort), de la Core i el Port de l'Hers. Tot seguit arriben quatre etapes trencacames i de mitja muntanya pel massís Central de camí cap als Alps. Primer una etapa entre Muret, vila que debuta al Tour, i Rodés, amb uns 600 metres finals al 9,6% de desnivell. Des de la mateixa Rodés partirà l'etapa que tot passant pel viaducte de Millau arribarà a l'aeròdrom de Mende, indret en què Joaquim Rodríguez aconseguí la seva única victòria al Tour de França fins a l'actualitat. Un següent etapa de transició amb final a Valença, donarà pas a una etapa de mitja muntanya entre Bourg-de-Péage i Gap, amb el coll de Manse a manca de 12 quilòmetres pel final.

#### La tercera setmana
El segon i darrer dia de descans es fa a la vila de Gap, per tot seguit afrontar quatre etapes alpines, que han d'acabar de decidir la classificació final. En la 17a etapa, entre Dinha i l'estació d'esquí de Pra-Loup, hi ha el pas previ pel coll d'Alòs, que no era superat des del 2000. L'endemà, sortint de Gap el gran grup es dirigirà fins a Sent-Jian-de-Môrièna, tot superant el coll de Glandon i els lacets de Montvernier. La tercera etapa alpina surt de Sent-Jian-de-Môrièna per dirigir-se a l'estació d'esquí de La Toussuire, previ pas per l'inèdit coll de Chaussy, el coll de la Croix-de-Fer i el coll de Mollard. La darrera etapa de muntanya d'aquesta edició és la reedició de la 19a etapa del Tour de França de 2011, amb les ascensions al coll del Télégraphe, el Galibier (Souvenir Henri Desgrange) i l'ascensió final a l'Aup d'Uès. Un llarg desplaçament fins a Sèvres donarà pas a la darrera etapa, amb final a l'Avinguda dels Camps Elisis de París.

#### Modificació del recorregut
El 25 de juny de 2015 l'organització anuncià que per culpa d'una esllavissada ocorreguda el passat mes d'abril i que obligà a tancar el túnel de Chambon, el pas pels colls de Télégraphe i Galibier no seria possible, i que el coll de la Croix-de-Fer en seria el substitut. L'arribada i la sortida, així com el quilometratge no es veuran afectats.
Com a conseqüència d'aquest canvi el souvenir Henri-Desgrange, que premia el ciclista que passa en primera posició pel cim més alt del Tour, no serà el Galibier, sinó el coll d'Alòs (2250 m), el penúltim port de la 17a etapa, amb final a Pra-Loup.

### Equips participants
Al Tour de França, en tant que prova World Tour, hi prenen part els 17 equips ProTour i l'organitzador convida cinc equips continentals per acabar de completar els 22 equips. Aquests cinc equips foren fets públics el 14 de gener de 2015: els equips francesos Bretagne-Séché Environnement, Cofidis i Team Europcar, l'alemany Bora-Argon 18 i el sud-africà MTN Qhubeka.
| Núm.    | Codi | Equip                 |
| ------- | ---- | --------------------- |
| 1-9     | AST  | Astana Qazaqstan Team |
| 11-19   | ALM  | AG2R La Mondiale      |
| 21-29   | FDJ  | FDJ                   |
| 31-39   | SKY  | Team Sky              |
| 41-49   | TCS  | Team Tinkoff-Saxo     |
| 51-59   | MOV  | Movistar Team         |
| 61-69   | BMC  | BMC Racing Team       |
| 71-79   | LTS  | Lotto Soudal          |
| 81-89   | TGA  | Team Giant-Alpecin    |
| 91-99   | KAT  | Team Katusha          |
| 101-109 | OGE  | Orica-GreenEDGE       |

| Núm.    | Codi | Equip                        |
| ------- | ---- | ---------------------------- |
| 111-119 | EQS  | Etixx-Quick Step             |
| 121-129 | EUC  | Team Europcar                |
| 131-139 | TLJ  | Team LottoNL-Jumbo           |
| 141-149 | TFR  | Trek Factory Racing          |
| 151-159 | LAM  | Lampre-Merida                |
| 161-169 | TCG  | Cannondale-Garmin            |
| 171-179 | COF  | Cofidis                      |
| 181-189 | IAM  | IAM Cycling                  |
| 191-199 | BOA  | Bora-Argon 18                |
| 201-209 | BSE  | Bretagne-Séché Environnement |
| 211-219 | MTN  | MTN Qhubeka                  |

#### Participants dels Països Catalans
En aquesta edició hi prenen part quatre ciclistes que viuen o són nascuts als Països Catalans:
- Joaquim Rodríguez (Team Katusha). 29è de la classificació general. Vencedor de la 3a i 12a etapa
- Alberto Losada (Team Katusha). 58è de la classificació general
- Rafael Valls Ferri (Lampre-Merida). 78è de la classificació general
- Rubén Plaza (Lampre-Merida). 30è de la classificació general. Vencedor de la 16a etapa

## Favorits

### Favorits a la classificació general
El vigent defensor del títol, Vincenzo Nibali de l'Astana Qazaqstan Team, és àmpliament assenyalat com un dels quatre principals favorits a la victòria final, junt amb Christopher Froome (Team Sky), Alberto Contador (Team Tinkoff-Saxo) i Nairo Quintana (Movistar Team). Contador, vencedor de les edicions de 2007 i 2009, i Froome, vencedor de l'edició del 2013 tornen al Tour després que en l'edició passada es veiessin obligats a abandonar, mentre Quintana no el va disputar després d'haver guanyat el  Giro d'Itàlia. En aquesta temporada Contador ja s'ha imposat al  Giro d'Itàlia i vol ser el primer ciclista des que Marco Pantani ho fes el 1998 en fer el doblet Giro-Tour el mateix any. En el seu cas, a banda, enllaçaria amb la victòria de la Volta a Espanya que va aconseguir el passat 2014.
Altres destacats ciclistes que prenen part al Tour i que tindran les seves coses a dir són Tejay van Garderen (BMC Racing Team), el tercer classificat el 2014 Thibaut Pinot (FDJ), Alejandro Valverde (Movistar Team), Rui Costa (Lampre-Merida), Joaquim Rodríguez ((Team Katusha) i Ryder Hesjedal (Cannondale-Garmin), vencedor del Giro d'Itàlia de 2012.

### Els esprintadors
Dels nombrosos esprintadors que prenen part en aquest Tour, els principals favorits en les arribades massives seran Mark Cavendish (Etixx-Quick Step), que ha demostrat el seu bon estat de forma en guanyar fins a 12 esprints massius i la general del Tour de Dubai i que voldrà refer-se de l'abandonament prematur de l'edició passada; i Alexander Kristoff (Team Katusha), que porta 18 victòries durant la temporada, entre elles el Tour de Flandes. Un tercer esprintador en discòrdia serà Andre Greipel (Lotto Soudal). Cal destacar l'absència de Marcel Kittel (Team Giant-Alpecin) vencedor de 4 etapes el 2014 pel seu baix estat de forma.
Pel mallot verd, l'eslovac Peter Sagan (Team Tinkoff-Saxo, triple vencedor del títol, és novament el principal favorit aprofitant el terreny muntanyós de la present edició al qual s'adapta millor que d'altres esprintadors. Amb tot, el canvi de normativa en la classificació per punts, que prioritza les victòries d'etapa i el fet d'haver d'ajudar a Contador en la lluita pel mallot groc, li poden passar factura.
Altres ciclistes a tenir en compte per a les victòries d'etapa poden ser John Degenkolb (Team Giant-Alpecin), Greg Van Avermaet (BMC Racing Team), Fabian Cancellara (Trek Factory Racing), Michael Matthews (Orica-GreenEDGE), Davide Cimolai (Lampre-Merida), Nacer Bouhanni (Cofidis), Bryan Coquard (Team Europcar) i Sam Bennett (Bora-Argon 18).

## Etapes
| Etapa     | Data               | Ciutats d'etapa                                  | Tipus                     | Tipus                     | km               | Vencedor de l'etapa      | Líder de la general      |
| --------- | ------------------ | ------------------------------------------------ | ------------------------- | ------------------------- | ---------------- | ------------------------ | ------------------------ |
| 1a etapa  | dis. 4 de juliol   | Utrecht (NED) – Utrecht (NED)                    | contrarellotge individual | contrarellotge individual | 13,8             | Rohan Dennis (AUS)       | Rohan Dennis (AUS)       |
| 2a etapa  | dium. 5 de juliol  | Utrecht (NED) – Zélande (NED)                    | Etapa plana               | Etapa plana               | 166              | André Greipel (GER)      | Fabian Cancellara (SUI)  |
| 3a etapa  | dil. 6 de juliol   | Anvers (BEL) – Huy (BEL)                         | Etapa accidentada         | Etapa accidentada         | 159,5            | Joaquim Rodríguez (CAT)  | Christopher Froome (GBR) |
| 4a etapa  | dim. 7 de juliol   | Seraing (BEL) – Cambrai                          | Etapa accidentada         | Etapa plana amb pavès     | 223,5            | Tony Martin (GER)        | Tony Martin (GER)        |
| 5a etapa  | dimc. 8 de juliol  | Arràs – Amiens                                   | Etapa plana               | Etapa plana               | 189,5            | André Greipel (GER)      | Tony Martin (GER)        |
| 6a etapa  | dij. 9 de juliol   | Abbeville – Le Havre                             | Etapa accidentada         | Etapa accidentada         | 191,5            | Zdeněk Štybar (CZE)      | Tony Martin (GER)        |
| 7a etapa  | div. 10 de juliol  | Livarot – Fougères                               | Etapa plana               | Etapa plana               | 190,5            | Mark Cavendish (GBR)     | Christopher Froome (GBR) |
| 8a etapa  | dis. 11 de juliol  | Rennes – Mûr-de-Bretagne                         | Etapa accidentada         | Etapa accidentada         | 181,5            | Alexis Vuillermoz (FRA)  | Christopher Froome (GBR) |
| 9a etapa  | diu. 12 de juliol  | Vannes – Plumelec                                | contrarellotge per equips | contrarellotge per equips | 28               | BMC Racing Team (USA)    | Christopher Froome (GBR) |
|           | dil. 13 de juliol  | Pau                                              | etapa de descans          | etapa de descans          | etapa de descans | etapa de descans         | etapa de descans         |
| 10a etapa | dim. 14 de juliol  | Tarba – La Pèira Sant Martin                     | Etapa de muntanya         | Etapa de muntanya         | 167              | Christopher Froome (GBR) | Christopher Froome (GBR) |
| 11a etapa | dimc. 15 de juliol | Pau – Cautarés-Vall de Sent Savin                | Etapa de muntanya         | Etapa de muntanya         | 188              | Rafał Majka (POL)        | Christopher Froome (GBR) |
| 12a etapa | dij. 16 de juliol  | Lanamesa – Plan de Belha                         | Etapa de muntanya         | Etapa de muntanya         | 195              | Joaquim Rodríguez (CAT)  | Christopher Froome (GBR) |
| 13a etapa | div. 17 de juliol  | Muret – Rodés                                    | Etapa accidentada         | Etapa accidentada         | 198,5            | Greg Van Avermaet (BEL)  | Christopher Froome (GBR) |
| 14a etapa | dis. 18 de juliol  | Rodés – Mende                                    | Etapa de mitja muntanya   | Etapa de mitja muntanya   | 178,5            | Steven Cummings (GBR)    | Christopher Froome (GBR) |
| 15a etapa | diu. 19 de juliol  | Mende – Valença                                  | Etapa de mitja muntanya   | Etapa de mitja muntanya   | 183              | André Greipel (GER)      | Christopher Froome (GBR) |
| 16a etapa | dil. 20 de juliol  | Lo Borg dau Peatge – Gap                         | Etapa de mitja muntanya   | Etapa de mitja muntanya   | 201              | Rubén Plaza (ESP)        | Christopher Froome (GBR) |
|           | dim. 21 de juliol  | Gap                                              | etapa de descans          | etapa de descans          | etapa de descans | etapa de descans         | etapa de descans         |
| 17a etapa | dimc. 22 de juliol | Dinha – Pra-Loup                                 | Etapa de muntanya         | Etapa de muntanya         | 161              | Simon Geschke (GER)      | Christopher Froome (GBR) |
| 18a etapa | dij. 23 de juliol  | Gap – Sent-Jian-de-Môrièna                       | Etapa de muntanya         | Etapa de muntanya         | 186,5            | Romain Bardet (FRA)      | Christopher Froome (GBR) |
| 19a etapa | div. 24 de juliol  | Sent-Jian-de-Môrièna – La Toussuire-Les Sybelles | Etapa de muntanya         | Etapa de muntanya         | 138              | Vincenzo Nibali (ITA)    | Christopher Froome (GBR) |
| 20a etapa | dis. 25 de juliol  | Modâna-Valfréjus – Aup d'Uès                     | Etapa de muntanya         | Etapa de muntanya         | 110,5            | Thibaut Pinot (FRA)      | Christopher Froome (GBR) |
| 21a etapa | diu. 26 de juliol  | Sèvres – París-Camps Elisis                      | Etapa plana               | Etapa plana               | 109,5            | André Greipel (GER)      | Christopher Froome (GBR) |

## Classificacions finals

### Classificació general
|    | Ciclista                 | Equip                 | Temps       |
| -- | ------------------------ | --------------------- | ----------- |
| 1  | Chris Froome (GBR)       | Team Sky              | 84h 46' 14" |
| 2  | Nairo Quintana (COL)     | Movistar Team         | + 1' 12"    |
| 3  | Alejandro Valverde (ESP) | Movistar Team         | + 5' 25"    |
| 4  | Vincenzo Nibali (ITA)    | Astana Qazaqstan Team | + 8' 36"    |
| 5  | Alberto Contador (ESP)   | Team Tinkoff-Saxo     | + 9' 48"    |
| 6  | Robert Gesink (NED)      | Team LottoNL-Jumbo    | + 10' 47"   |
| 7  | Bauke Mollema (NED)      | Trek Factory Racing   | + 15' 14"   |
| 8  | Mathias Frank (SUI)      | IAM Cycling           | + 15' 39"   |
| 9  | Romain Bardet (FRA)      | AG2R La Mondiale      | + 16' 00"   |
| 10 | Pierre Rolland (FRA)     | Team Europcar         | + 17' 30"   |

### Altres classificacions
|    | Ciclista                 | Equip              | Punts |
| -- | ------------------------ | ------------------ | ----- |
| 1  | Peter Sagan (SVK)        | Team Tinkoff-Saxo  | 432   |
| 2  | André Greipel (GER)      | Lotto Soudal       | 366   |
| 3  | John Degenkolb (GER)     | Team Giant-Alpecin | 298   |
| 4  | Mark Cavendish (GBR)     | Etixx-Quick Step   | 206   |
| 5  | Bryan Coquard (FRA)      | Team Europcar      | 152   |
| 6  | Chris Froome (GBR)       | Team Sky           | 139   |
| 7  | Thibaut Pinot (FRA)      | FDJ                | 113   |
| 8  | Alejandro Valverde (ESP) | Movistar Team      | 103   |
| 9  | Thomas de Gendt (BEL)    | Lotto Soudal       | 90    |
| 10 | Alexander Kristoff (NOR) | Team Katusha       | 90    |

|    | Ciclista                 | Equip                 | Punts |
| -- | ------------------------ | --------------------- | ----- |
| 1  | Chris Froome (GBR)       | Team Sky              | 119   |
| 2  | Nairo Quintana (COL)     | Movistar Team         | 108   |
| 3  | Romain Bardet (FRA)      | AG2R La Mondiale      | 90    |
| 4  | Thibaut Pinot (FRA)      | FDJ                   | 82    |
| 5  | Joaquim Rodríguez (CAT)  | Team Katusha          | 78    |
| 6  | Pierre Rolland (FRA)     | Team Europcar         | 74    |
| 7  | Alejandro Valverde (ESP) | Movistar Team         | 72    |
| 8  | Jakob Fuglsang (DEN)     | Astana Qazaqstan Team | 64    |
| 9  | Richie Porte (AUS)       | Team Sky              | 58    |
| 10 | Serge Pauwels (BEL)      | MTN Qhubeka           | 55    |

|    | Ciclista               | Equip               | Temps        |
| -- | ---------------------- | ------------------- | ------------ |
| 1  | Nairo Quintana (COL)   | Movistar Team       | 84h 47' 26"  |
| 2  | Romain Bardet (FRA)    | AG2R La Mondiale    | + 14' 48"    |
| 3  | Warren Barguil (FRA)   | Team Giant-Alpecin  | + 30' 03"    |
| 4  | Thibaut Pinot (FRA)    | FDJ                 | + 37' 40"    |
| 5  | Bob Jungels (LUX)      | Trek Factory Racing | + 1h 32' 09" |
| 6  | Peter Sagan (SVK)      | Team Tinkoff-Saxo   | + 2h 13' 43" |
| 7  | Adam Yates (GBR)       | Orica-GreenEDGE     | + 2h 15' 24" |
| 8  | Wilco Kelderman (NED)  | Team LottoNL-Jumbo  | + 3h 02' 55" |
| 9  | Emanuel Buchmann (GER) | Bora-Argon 18       | + 3h 07' 35" |
| 10 | Merhawi Kudus (ERI)    | MTN Qhubeka         | + 3h 09' 24" |

|    | Equip                 | Temps        |
| -- | --------------------- | ------------ |
| 1  | Movistar Team         | 255h 24' 24" |
| 2  | Team Sky              | + 57' 23"    |
| 3  | Team Tinkoff-Saxo     | + 1h 00' 12" |
| 4  | Astana Qazaqstan Team | + 1h 12' 09" |
| 5  | MTN Qhubeka           | + 1h 14' 32" |
| 6  | AG2R La Mondiale      | + 1h 24' 22" |
| 7  | Team Europcar         | + 1h 48' 51" |
| 8  | BMC Racing Team       | + 2h 41' 46" |
| 9  | IAM Cycling           | + 2h 42' 16" |
| 10 | Team LottoNL-Jumbo    | + 2h 46' 59" |

### UCI World Tour
El Tour de França atorga punts per l'UCI World Tour 2015 sols als ciclistes dels equips de categoria World Tour.
| Posició               | 1r  | 2n  | 3r  | 4t  | 5è  | 6è | 7è | 8è | 9è | 10è | 11è | 12è | 13è | 14è | 15è | 16è | 17è | 18è | 19è | 20è |
| Classificació general | 200 | 150 | 120 | 110 | 100 | 90 | 80 | 70 | 60 | 50  | 40  | 30  | 24  | 20  | 16  | 12  | 10  | 8   | 6   | 4   |
| Per etapa             | 20  | 10  | 6   | 4   | 2   |    |    |    |    |     |     |     |     |     |     |     |     |     |     |     |

| #  | Ciclista                 | Equip                 | Punts |
| -- | ------------------------ | --------------------- | ----- |
| 1  | Christopher Froome (GBR) | Team Sky              | 238   |
| 2  | Nairo Quintana (COL)     | Movistar Team         | 176   |
| 3  | Alejandro Valverde (ESP) | Movistar Team         | 132   |
| 4  | Vincenzo Nibali (ITA)    | Astana Qazaqstan Team | 130   |
| 5  | Alberto Contador (ESP)   | Team Tinkoff-Saxo     | 100   |
| 6  | Romain Bardet (FRA)      | AG2R La Mondiale      | 94    |
| -  | Robert Gesink (NED)      | Team LottoNL-Jumbo    | 94    |
| 8  | André Greipel (GER)      | Lotto Soudal          | 90    |
| 9  | Bauke Mollema (NED)      | Trek Factory Racing   | 80    |
| 10 | Peter Sagan (SVK)        | Team Tinkoff-Saxo     | 72    |
| -  | Mathias Frank (SUI)      | IAM Cycling           | 72    |

## Evolució de les classificacions
Al Tour de França de 2015 hi ha quatre classificacions individuals principals, així com una classificació per equips. La més important és la Classificació general, que es calcula a partir de la suma de temps dels ciclistes en finalitzar les diferents etapes. El ciclista amb un menor temps acumulat és el líder de la cursa, i és identificat amb un mallot groc; el vencedor d'aquesta classificació és considerat el vencedor del Tour. El 2015 s'estableixen unes bonificacions de temps de 10, 6 i 4 segons en l'arribada de les etapes en línia.
La Classificació per punts es premia amb un mallot verd. En aquesta classificació els ciclistes aconsegueixen punts segons la seva classificació en acabar l'etapa, així com en els esprints intermedis. El ciclista que aconsegueix més punts és el líder de la classificació i és identificat amb un mallot verd.
En la classificació de la muntanya s'atorguen punts als ciclistes que passen primer pels diferents ports de muntanya que hi ha durant el recorregut. L'organització categoritza els ports com a ports de categoria especial, primera, segona, tercera i quarta categoria. El ciclista que aconsegueix més punts és identificat amb un mallot blanc a punts vermells. A més hi ha dos premis especials, el Souvenir Henri Desgrange que es dona al primer ciclista que passa pel coll més alt del Tour, en aquesta ocasió el Galibier en la 20a etapa, i el Souvenir Jacques Goddet, que es dona al primer ciclista que corona el Tourmalet. Aquest premi té un valor econòmic de 5.000 €, però no dona més punts per a la classificació de la muntanya.
La Classificació dels joves, identificat amb un mallot blanc, és calculada de la mateixa forma que la classificació general, però en aquesta classificació sols hi poden prendre part els nascuts a partir de 1990.
La Classificació per equips es calcula a partir de la suma de temps dels tres millors ciclistes de cada equip en cada etapa. L'equip que aconsegueix un menor temps és el vencedor. Els ciclistes de l'equip són identificats amb un dorsal i casc de color groc.
A banda, s'entrega el premi a la combativitat. Després de cada etapa el ciclista més combatiu rep un reconeixement per part d'un jurat. L'endemà aquest ciclista durà el dorsal de color vermell penjat al seu mallot. En acabar el Tour de França el ciclista que ha rebut més vots durant totes les etapes és reconegut com el més combatiu.
| Etapa | Vencedor           | Classificació general | Classificació per punts | Classificació de la muntanya | Classificació dels joves | Classificació per equips | Premi de la combativitat |
| ----- | ------------------ | --------------------- | ----------------------- | ---------------------------- | ------------------------ | ------------------------ | ------------------------ |
| 1     | Rohan Dennis       | Rohan Dennis          | Rohan Dennis            | no entregat                  | Rohan Dennis             | Team LottoNL-Jumbo       | no entregat              |
| 2     | André Greipel      | Fabian Cancellara     | André Greipel           | no entregat                  | Tom Dumoulin             | BMC Racing Team          | Michal Kwiatkowski       |
| 3     | Joaquim Rodríguez  | Christopher Froome    | André Greipel           | Joaquim Rodríguez            | Peter Sagan              | BMC Racing Team          | Jan Bárta                |
| 4     | Tony Martin        | Tony Martin           | André Greipel           | Joaquim Rodríguez            | Peter Sagan              | BMC Racing Team          | Vincenzo Nibali          |
| 5     | André Greipel      | Tony Martin           | André Greipel           | Joaquim Rodríguez            | Peter Sagan              | BMC Racing Team          | Michael Matthews         |
| 6     | Zdeněk Štybar      | Tony Martin           | André Greipel           | Daniel Teklehaimanot         | Peter Sagan              | BMC Racing Team          | Perrig Quéméneur         |
| 7     | Mark Cavendish     | Christopher Froome    | André Greipel           | Daniel Teklehaimanot         | Peter Sagan              | BMC Racing Team          | Anthony Delaplace        |
| 8     | Alexis Vuillermoz  | Christopher Froome    | Peter Sagan             | Daniel Teklehaimanot         | Peter Sagan              | BMC Racing Team          | Bartosz Huzarski         |
| 9     | BMC Racing Team    | Christopher Froome    | Peter Sagan             | Daniel Teklehaimanot         | Peter Sagan              | BMC Racing Team          | no entregat              |
| 10    | Christopher Froome | Christopher Froome    | André Greipel           | Christopher Froome           | Nairo Quintana           | Team Sky                 | Kenneth Vanbilsen        |
| 11    | Rafał Majka        | Christopher Froome    | Peter Sagan             | Christopher Froome           | Nairo Quintana           | Team Sky                 | Daniel Martin            |
| 12    | Joaquim Rodríguez  | Christopher Froome    | Peter Sagan             | Christopher Froome           | Nairo Quintana           | Movistar Team            | Michal Kwiatkowski       |
| 13    | Greg Van Avermaet  | Christopher Froome    | Peter Sagan             | Christopher Froome           | Nairo Quintana           | Movistar Team            | Thomas De Gendt          |
| 14    | Steven Cummings    | Christopher Froome    | Peter Sagan             | Christopher Froome           | Nairo Quintana           | Movistar Team            | Pierre-Luc Périchon      |
| 15    | André Greipel      | Christopher Froome    | Peter Sagan             | Christopher Froome           | Nairo Quintana           | Movistar Team            | Peter Sagan              |
| 16    | Rubén Plaza        | Christopher Froome    | Peter Sagan             | Christopher Froome           | Nairo Quintana           | Movistar Team            | Peter Sagan              |
| 17    | Simon Geschke      | Christopher Froome    | Peter Sagan             | Christopher Froome           | Nairo Quintana           | Movistar Team            | Simon Geschke            |
| 18    | Romain Bardet      | Christopher Froome    | Peter Sagan             | Joaquim Rodríguez            | Nairo Quintana           | Movistar Team            | Romain Bardet            |
| 19    | Vincenzo Nibali    | Christopher Froome    | Peter Sagan             | Romain Bardet                | Nairo Quintana           | Movistar Team            | Pierre Rolland           |
| 20    | Thibaut Pinot      | Christopher Froome    | Peter Sagan             | Christopher Froome           | Nairo Quintana           | Movistar Team            | Alexandre Geniez         |
| 21    | André Greipel      | Christopher Froome    | Peter Sagan             | Christopher Froome           | Nairo Quintana           | Movistar Team            | no entregat              |
| Final | Final              | Christopher Froome    | Peter Sagan             | Christopher Froome           | Nairo Quintana           | Movistar Team            | Romain Bardet            |